# 私も花!
『私も花!』（나도 꽃）は、韓国のテレビドラマ。
韓国では2011年11月9日から12月28日までMBC水木ミニシリーズ枠で放送された。

## あらすじ
女性警察官ボンソンは昇進試験に落ち、不正があったとして警察署の前で単独デモを行った。上司は彼女に対し心理療法を受けるよう命じ、彼女は担当カウンセラーの変人っぷりに当惑した。しかも、その日の帰りバイクと事故を起こしそうになり、そのバイクに乗っていた青年ジェヒからデコピンを食らい、彼にイラついた。
ボンソンはジェヒの正体を知らずに彼と衝突しあいながらも彼に近づいて行った。
そんな中、ボンソンの母の再婚相手の連れ子・ダルがボンソンの家に居候した。

## 登場人物
- チャ・ボンソン：イ・ジア

いつも不機嫌な女性警察官。よく見ると美人だが性格が偏屈なため、職場の人間関係もうまくいかず、友だちもいない。
- ソ・ジェヒ：ユン・シユン

高級アパレルショップ「ペルケ」のしがない駐車係。と見せかけて実はこの店の代表取締役。
- チョ・マル：イ・ギグァン

ボンソンのパートナーとして一緒に働く新人警官。6歳年上のボンソンに一目惚れし「ヌナ（お姉さん）」と呼んで一方的に慕う。
- パク・テファ：チョ・ミンギ

ボンソンを担当する心理カウンセラーでファヨンのいとこ。頑固なボンソンが自分の心の中をさらけ出せる唯一の人物。
- パク・ファヨン：ハン・ゴウン

セレブ御用達のアパレルショップ「ペルケ」のオーナー。セクシーかつゴージャスなルックスとクールなビジネスセンスを併せ持つ大人の女性。
- キム・ダル：ソ・ヒョリム

ボンソンの母親の再婚相手の連れ子。つまりボンソンの血の繋がらない妹。
- キム・パンスル：イ・ビョンジュン

ボンソンが勤務する分署のチーム長。
- 分署長：キ・ジュポン

ボンソンが勤務する小さな分署の署長。
- キム・ドギュン：チョン・マンシク

ジェヒが働く「ペルケ」の駐車場係のチーフ。
- ペ・サンオク：イム・ハリョン

ジェヒが父親のように慕うカバン工場の社長。
- キム・ドミ：キム・ジスク

ボンソンの母。
- イ・ヨンヒ：パク・スンヒ

## スタッフ
- 監督：コ・ドンソン
- 脚本：キム・ドウ